# Fabiola de Roma
Fabiola de Roma (Roma, mitjan s. IV - 27 de desembre de 399) fou una dama romana dels primers temps del cristianisme. És venerada com a santa per l'Església catòlica.

## Biografia
Fabiola formava part del grup de dones que, per influència de Jeroni d'Estridó, decidiren de dedicar-se a la vida ascètica i a la caritat. El mateix Jeroni en parlà en la seva carta LXXVII, adreçada el 400 a Oceà, parent seu.
Era patrícia de la gens Fàbia i de jove s'esposà, tot i que aviat se'n divorcià. En morir el marit, es casà de nou i, novament vídua, la vigília de la Pasqua del següent any va fer penitència pública a la basílica de Sant Joan del Laterà, on entrà vestida de sac i fou rebuda pel papa Sirici I, tornant així a la comunió de l'Església.
Des de llavors, es dedicà a atendre pobres i malalts, fundà el primer hospital de Roma. El 395 anà a Betlem, on trobà Jeroni i on visqué al monestir que hi havia fundat Paula de Roma. S'hi dedicà a la lectura de la Bíblia i la meditació. Quan hi hagué el conflicte entre Jeroni i el bisbe Joan de Jerusalem a l'entorn de les doctrines d'Orígenes, Fabiola tornà a Roma, on l'amenaça de la invasió bàrbara era present. Continuà mantenint contacte epistolar amb Jeroni, que li dedicà el seu tractat Del sacerdoci d'Aaró.
Va fundar, amb el senador Pammaqui de Roma, el xenodochium de Porto, prop de la desembocadura del Tíber, que donava hospitalitat gratuïta i assistència mèdica als pelegrins pobres. En morir, el 399, molta gent anà al funeral, en agraïment i veneració envers la seva tasca social.

## Veneració
Fabiola només apareix al martirologi romà a partir del segle xv, i encara no la inclou Cesare Baronio el 1583. Va fer-se coneguda mercès a la novel·la històrica anglesa Fabiola, o l'Església de les catacumbes, escrita pel cardenal Nicholas Patrick Stephen Wiseman el 1854, tot i la inexactitud de la història narrada.
La seva festivitat litúrgica és el 27 de desembre.